# シクロマルトデキストリナーゼ
シクロマルトデキストリナーゼ(Cyclomaltodextrinase、EC 3.2.1.54)は、以下の化学反応を触媒する酵素である。
シクロマルトデキストリン + 水{\displaystyle \rightleftharpoons }マルトデキストリン
従って、この酵素の基質はシクロマルトデキストリンと水の2つ、生成物はマルトデキストリンのみである。
この酵素は加水分解酵素、特にO-及びS-グリコシド化合物を分解するグリコシダーゼに分類される。系統名は、シクロマルトデキストリン デキストリン-ヒドロラーゼ(脱環化)(cyclomaltodextrin dextrin-hydrolase (decyclizing))である。他に、シクロヘプタグルカナーゼ、シクロヘキサグルカナーゼ、シクロデキストリナーゼ等とも呼ばれる。この酵素は、デンプンとスクロースの代謝に関与している。

## 構造
2007年末時点で、2つの構造が解明されている。蛋白質構造データバンクのコードは、1EA9と1H3Gである。